# بيلام بستانك (أملش الجنوبي)
بیلام بستانک (بالفارسية: پیلام پستانک) هي قرية تقع في إيران في غيلان. يقدر عدد سكانها بـ 44 نسمة بحسب إحصاء 2016.